# Памятник воинам-интернационалистам (Караганда)
Мемориальный комплекс в честь воинов, погибших в Афганистане — памятник, открытый в 1990 году. Мемориал является крупнейшим на пост-советском пространстве памятником воинам-афганцам. Он расположен в парке Победы города Караганда (Казахстан).

## Описание
С инициативой сооружения монумента воинам, погибшим в Афганистане, вступил клуб воинов-интернационалистов в 1987 году. Они были поддержаны Карагандинским горкомом комсомола. В 1990 году в парке был открыт мемориальный комплекс воинам-интернационалистам, участвовавшим в войне в Афганистане. Авторами проекта памятника выступили скульптор — Н. Новопольцев и архитектор — Ж. Алтаев. 
Мемориал представляет собой сооружение, состоящее из трёх частей. 
Основная часть мемориала выполнена в качестве двухъярусной площадки со ступенями, обрамлённой подпорными стенами с облицовкой из розового ракушечника. Внутри этой части возвышаются монолитные стены, облицованные гранитом, со встроенными полукруглыми скамьями. Площадка украшена симметричными газонами и цветниками. Архитектурным центром композиции является подиум с фамилиями погибших карагандинцев, который увенчан 8-метровой бронзовой композицией с фигурой юноши, который олицетворяет опалённую войной юность.
Мемориал воинам-афганцам в Парке Победы является главным местом почитания воинов-интернационалистов. Ежегодно 15 февраля, в годовщину вывода советских войск из Афганистана, возлагают венки и зажигают свечи о погибших солдатах. 
Памятник входит в Список памятников истории и культуры местного значения Карагандинской области в городе Караганде, утверждённый в апреле 2010 года.